# L'Étrillet
Situé au confluent de la Seiche et de la Vilaine, le domaine de l’Étrillet comporte un ancien manoir qui daterait de la fin du XVe siècle. Sa localisation assez isolée est probablement ce qui lui a permis de rester préservé. Plusieurs fois remanié au cours du temps, la majeure partie des bâtiments qui le composaient a cependant été conservée.

## Localisation
L’Étrillet se trouve au sud de la ville de Bruz dans le quartier de Pont-Rean en l’Ille-et-Vilaine.

## Descriptif

### Ancien manoir devenu ferme
L’ensemble du bâti était, premièrement, un manoir ainsi que ses dépendances. Au fil de temps, et de ses propriétaires, ce manoir est devenu une ferme. Les premiers à s'être installé dans le domaine seraient les Renard, en 1427.

Aujourd’hui, l’ancien manoir se distingue toujours à travers les deux corps d’habitation qui ont perduré. Chaque corps est identifiable grâce à une souche de cheminée présente sur le mur pignon ouest.

Ces bâtiments sont disposés autour d'une cour, comme il est possible de le constater sur le cadastre de 1812. De plus, ils sont construits en moellons de schiste. Une avenue végétale longe la Seiche.

### Chapelle
"Le 7 janvier 1664, Jean Gardin, sieur de la Gerbrie, bourgeois et échevin de Rennes, et Jacquemine Avril, sa femme, ayant bâti en l'honneur des saints Jacques et Jean l'Evangéliste une chapelle à leur manoir de l'Etriette, la fondèrent de deux messes par semaine, aux jours de Dimanche et Vendredi." 
La chapelle fut érigée en 1664 dans l'angle nord-est du jardin. Elle est aujourd'hui ruinée, mais il en reste cependant quelques vestiges. Il est suspecté que les deux statues aient succombé à la seconde guerre malgré une tentative de protection.

### Activité actuelle
Le site de l’Étrillet est désormais un éco-domaine. Son ensemble authentique bâti dans un cadre naturel permet de nombreuses activités qui participent à la protection du patrimoine et à la sensibilisation à l’environnement.

Ces activités prennent plusieurs formes, que ce soit celle d’animations pédagogiques autour du site qui touchent à la faune et la flore ou bien au bâti ancien et à l’éco-construction. Des chantiers participatifs pour la restauration et la sauvegarde du bâti et des chantiers d’initiation et de formation en éco-construction participent à la restauration du bâti et à la préservation des savoir-faire. Enfin, une association de soutien à la restauration de la chapelle propose l’animation culturelle du site : manifestations en faveur de l’art (concerts, expos), de l’artisanat et des produits locaux.
Des nombreux pèlerins s’arrêtent à l’eco-domaine d’aujourd’hui sur leur chemin de Saint-Jacques de Compostelle en sa partie bretonne « Mont Saint Michel – Redon ».

## À proximité
Le pont de Pont-Réan construit en 1767 à l'emplacement d'un ancien pont romain.

Le Manoir de Saint Armel construit au XVIIe siècle, site protégé.

Le site du Boël, lieu de promenade très fréquenté. Le moulin date de la fin du XVIIe siècle.